# Le Mans Racing
Le Mans Racing est un magazine français de sport automobile, édité par Sport Presse Edition et Développement (SPEED), publié entre 2001 et 2013. 
Le magazine était spécialisé dans la course automobile d'endurance comme les 24 Heures du Mans ou les manches des Le Mans Series disputées à travers le monde.  
Le magazine s'intéressait aussi à l'histoire des 24 Heures du Mans, à ses gagnants et aux véhicules engagés. Il couvrait également les catégories de véhicules concourant en sports prototypes GT, FIA GT, Grand-Am ou American Le Mans Series. 
Chaque année, plusieurs guides bilingues français/anglais ont été réalisés à l'occasion des 24 heures auto et des Le Mans Classic.

## Historique
Le magazine, basé au Mans, est créé en juin 2001. Il s'intéresse à l’endurance automobile sous toutes ses formes. 
Chaque numéro ordinaire fait environ 100 pages. 
En juin 2008, Le Mans Racing édite un livre qui retrace l'histoire complète de la Porsche 917, dont toutes les versions, châssis, résultats et informations techniques sont mentionnés. Il édite également l'ouvrage Sport & Prototypes Ferrari au Mans 1961-1967.
En mars 2009, le magazine amorce un partenariat avec le site internet endurance-info.com. 
En 2009, il édite l'ouvrage Les 72 au départ (ce livre retrace toutes les participations des Manceaux et des Sarthois dans la compétition des 24 heures du Mans) et Sport & prototypes Ferrari au Mans 1968-1999.
En juin 2013, après plusieurs mois d'absence, d'irrégularité et de retards de parution, la publication du magazine reprend. En plus d'un numéro spécial « juin 2013 », consultable en ligne et diffusé gratuitement sur le stand de la rédaction pendant les 24 Heures du Mans, le numéro 77 parait au mois de juillet,,. Ce numéro 77, qui sort le 20 juillet, est le dernier numéro.